# Renouveau Valdôtain
Renouveau Valdôtain (pron. fr. AFI: [ʁənuvo valdotɛ̃]) è stato un partito politico attivo in Valle d'Aosta.

## Nascita e storia
È stato fondato nel 2006, a seguito di una scissione dall'Union Valdôtaine guidata da Carlo Perrin, ex Presidente della Regione Autonoma Valle d'Aosta, eletto senatore alle elezioni politiche del 2006 nella lista Autonomie Liberté Démocratie.
Dopo la nomina a senatore, Perrin promuove la costituzione del nuovo movimento, insieme ad altri fuoriusciti dell'UV quali l'ex Presidente della Giunta regionale, Mario Andrione, gli ex assessori regionali, Gino Agnesod e Franco Vallet, l'ex presidente dell'UV, Alexis Bétemps, l'ex vicepresidente dell'UV, Patrizia Morelli, i sindaci dei comuni di Etroubles, Massimo Tamone, di Fontainemore, Giampiero Girod, di Torgnon, Albert Chatrian, e di Villeneuve, Clemente Dupont, nonché alcuni amministratori comunali, come Gino Bortoli, Alessandro Neyroz, Massimo Poletti, Sandro Théodule e Lorella Vezza, e alcuni esponenti provenienti dalla società civile. L'obiettivo principale è quello del rilancio degli ideali autonomisti valdostani del primo dopoguerra, in particolare di quelli contenuti nella Dichiarazione di Chivasso.
Il 15 luglio 2006, a Fénis, una sessantina di membri fondatori tiene a battesimo il movimento Renouveau Valdôtain, mentre l’Assemblée Constituante si svolge il 16 dicembre 2006 a Nus. Il 15 dicembre 2007 ad Arnad si tiene l’Assemblée annuelle des adhérents élargie aux sympathisants, per tracciare un bilancio dell'attività svolta dal movimento politico autonomista nel corso del suo primo anno di vita, analizzare la situazione politica vigente e stabilire le strategie e le alleanze in vista degli appuntamenti elettorali del 2008. Nell'occasione, la coordinatrice principale in carica, Lorella Vezza, cede il testimone al coordinatore aggiunto, Albert Chatrian, nell'ottica della rotazione dei quattro coordinatori prevista nell'articolo 5 dello Statuto del movimento.
Il 28 gennaio 2008 il coordinatore del movimento in carica, Albert Chatrian, sigla insieme al segretario del movimento Vallée d'Aoste Vive, Paolo Louvin, un documento politico che sancisce un'alleanza organica tra i due partiti in vista delle elezioni regionali della Valle d'Aosta, fissate per il 25 maggio 2008.
Il 6 febbraio 2008 Lorella Vezza, ex coordinatrice principale e coordinatrice aggiunta in carica, Jeannette Bondaz, segretaria, Étienne Andrione e Stefano Enrietti, membri del Groupe de coordination, rassegnano le loro irrevocabili dimissioni da tutte le cariche ricoperte e abbandonano polemicamente il movimento.
Il 28 marzo 2008 Renouveau Valdôtain, che due mesi prima aveva stretto un accordo politico-programmatico con Vallée d'Aoste Vive in vista delle elezioni regionali, presenta la lista dei propri candidati, al fine di procedere, ai sensi della normativa vigente, con la raccolta delle firme necessarie per un partito non rappresentato in Consiglio regionale per partecipare alla competizione elettorale. I candidati hanno sottoscritto un comune e solenne impegno che prevede, in caso di elezione, la costituzione di un gruppo consigliare unico degli eletti in seno al Consiglio Valle; la non cumulabilità con altri incarichi pubblici; la rinuncia ai privilegi legati alla carica ricoperta; la limitazione a due legislature consecutive dei mandati.
Nelle politiche 2008 del 13 e 14 aprile 2008, Renouveau Valdôtain appoggia la coalizione Autonomie Liberté Démocratie, che rielegge alla Camera il deputato Roberto Nicco, mentre il senatore uscente Carlo Perrin, leader del movimento, non viene confermato nell'incarico conferitogli dalla popolazione valdostana nel 2006.
Alle elezioni regionali della Valle d'Aosta, tenutesi il 25 maggio 2008, la lista frutto dell'alleanza tra le due forze autonomiste Vallée d'Aoste Vive e Renouveau Valdôtain, elegge in Consiglio regionale cinque candidati, tra i quali il coordinatore principale in carica di RV, Albert Chatrian, la coordinatrice aggiunta di RV, Patrizia Morelli, e il direttore responsabile dell'organo di stampa del movimento, Giuseppe Cerise.
A febbraio 2010 ha deliberato la propria adesione al nuovo movimento autonomista, progressista ed ecologista, ALPE.